# Izogamie

Různé podoby izogamie: 1) pohlavní buňky s bičíky 2) nepohyblivé pohlavní buňky 3) splývání gametangií

Izogamie je forma pohlavního rozmnožování, při níž splývají pohlavní buňky stejné velikosti a tvaru (izogamety), i když každá obvykle představuje jiné pohlaví nebo pohlavní typ. Tento typ se objevuje zejména u jednobuněčných organismů a považuje se za evolučně starší než běžnější anizogamie, při níž mají různé pohlavní buňky různou velikost.
Izogamní jsou určité skupiny řas, hub a prvoků. Konkrétním příkladem jsou některé zlativky či některé druhy rodu Chlamydomonas.